# Ernst Röthlisberger
Ernst Röthlisberger (* 20. November 1858 in Burgdorf BE; † 29. Januar 1926 in Bern) war ein Schweizer Jurist.

## Leben

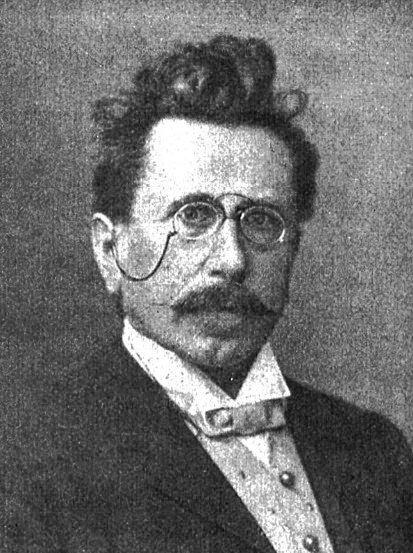
Ernst Röthlisberger

Röthlisberger war von 1881 bis 1885 Professor für Philosophie, Geschichte und Rechtsgeschichte an der Universidad Nacional de Colombia. Von 1888 bis 1926 wirkte er am Internationalen Büro für geistiges Eigentum in Bern, die letzten Jahre als dessen Direktor. Von 1912 bis 1926 war er ausserordentlicher Professor an der Universität Bern. 1923 leitete er den ersten internationalen Kongress über das geistige Eigentum.